# Liste des voies rapides du Portugal
Cet article fournit la liste des voies rapides du Portugal.

## Liste
| N° de la Voie Rapide | Nom de la Voie Rapide                               | Itinéraire |
| -------------------- | --------------------------------------------------- | --- |
| IC 1                 |                                                     | |
| IC 2                 |                                                     | |
| IP 2                 | Voie Rapide Macedo de Cavaleiros-Castro Verde       | Macedo de Cavaleiros () – Vale Benfeito - Bornes - Junqueira - ** - Pocinho - Longroiva - Trancoso - Celorico da Beira () / Envendos () – ** - Portalegre - ** - Estremoz - / Évora () - * - São Manços - * - Beja - * - Castro Verde () |
| IC 3                 | Voie Rapide Entroncamento-A23                       | Entroncamento ( N 365 ) - Atalaia () |
| IP 3                 | Voie Rapide Coimbra-Viseu                           | Trouxemil () - Viseu ( / ) |
| IC 4                 | Voie Rapide Sines-Faro                              | Sines - ** - Cerdal - ** - Odemira - ** - Aljezur - ** - Bensafrim () / Loulé () - Faro |
| IP 4                 |                                                     | |
| IC 5                 | Voie Rapide Guimarães-Miranda do Douro              | Guimarães ( N 105 ) - Fafe / Vila Pouca de Aguiar () - ** - Pópulo () - Alijó ( N 212 ) - Vila Flor ( IP 2 ) / IP 2 - Mogadouro - Duas Igrejas ( N 221 )                                                                                 |
| IP 5                 |                                                     | |
| IC 6                 | Voie Rapide Oliveira do Mondego-Covilhã             | Oliveira do Mondego ( IP 3 ) – Catraia dos Poços - Arganil - Pinheiro de Coja - Candosa (Tábua) - ** - Oliveira do Hospital ( IC 7 ) - ** - Covilhã ()                                                                                   |
| IP 6                 | Voie Rapide Peniche-Óbidos                          | Peniche ( N 114 ) - Serra d'El-Rei - Óbidos () |
| IC 7                 | Voie Rapide Oliveira do Hospital-Fornos de Algodres | Oliveira do Hospital ( IC 6 ) - ** - Fornos de Algodres () |
| IC 8                 | Voie Rapide Louriçal-Vila Velha do Ródão            | Louriçal () – - Pombal - * - Avelar ( N 110 ) - Pedrógão Grande - Sertã - Proença-a-Nova - Vila Velha de Ródão () |
| IC 9                 | Voie Rapide Nazaré-Ponte de Sôr                     | Nazaré - São Vicente de Aljubarrota ( N 1 ) / Porto de Mós ( N 1 ) - Alburitel - Carregueiros - Tomar () / Abrantes () - ** - Ponte de Sôr                                                                                               |
| IC 10                | Voie Rapide Santarém-Montemor-o-Novo                | Santarém ( N 114 ) – Almeirim ( / N 114 ) - ** - Coruche - ** - Montemor-o-Novo () |
| IC 11                | Voie Rapide Peniche-Torres Vedras                   | Peniche - ** - Lourinhã - ** - Torres Vedras () |
| IC 13                | Voie Rapide Infantado-Portalegre                    | Infantado () – ** - Coruche - ** - Mora - ** - Montargil - ** - Ponte de Sôr - ** - Alter do Chão ( N 369 ) - Portalegre ( IP 2 ) |
| IC 25                | Voie Rapide Nevogilde-Santa Eulália da Ordem        | Nevogilde () – Santa Eulália da Ordem ( N 106 ) |
| IC 26                | Voie Rapide Amarante-Trancoso                       | Amarante () - ** - Mesão Frio - ** - Peso da Régua () / Lamego () - ** - Trancoso ( IP 2 ) |
| IC 27                | Voie Rapide Castro Marim-Beja                       | Castro Marim () - Odeleite - Alcoutim - ** - Albernoa ( IP 2 ) |
| IC 28                | Voie Rapide Ponte de Lima-Ponte da Barca            | Ponte de Lima ( / ) - Ponte da Barca ( N 101 ) - ** - Lindoso (frontière espagnole) |
| IC 33                | Voie Rapide Santiago do Cacém-Évora                 | Roncão () - Grândola () / Santa Margarida do Sado () - ** - Évora ( IP 2 ) |
| IC 35                | Voie Rapide Penafiel-Mansores                       | Penafiel () – ** - Entre-os-Rios - Castelo de Paiva - ** - Mansores ( N 327 ) |
| IC 37                | Voie Rapide Viseu-Seia                              | Viseu () - ** - Seia ( IC 7 ) |

(*) Tronçons en construction
(**) Tronçons en projet